# Episodi di Piccoli brividi (quarta stagione)
La quarta e ultima stagione della serie televisiva Piccoli brividi è composta da 8 episodi ed è stata trasmessa in Canada dal 1998 su YTV. In Italia invece è andata in onda nel 1999 su Italia 1.
| nº | Titolo originale                   | Titolo italiano                                 | Romanzo                         | Prima TV Canada   | Prima TV Italia |
| -- | ---------------------------------- | ----------------------------------------------- | ------------------------------- | ----------------- | --------------- |
| 1  | How I Got My Shrunken Head: Part 1 | Una testa di mummia per me (prima parte)        | Una testa di mummia per me      | 14 settembre 1998 |                 |
| 2  | How I Got My Shrunken Head: Part 2 | Una testa di mummia per me (seconda parte)      | Una testa di mummia per me      | 14 settembre 1998 |                 |
| 3  | The Ghost Next Door: Part 1        | Il fantasma della porta accanto (prima parte)   | Il fantasma della porta accanto | 28 settembre 1998 |                 |
| 4  | The Ghost Next Door: Part 2        | Il fantasma della porta accanto (seconda parte) | Il fantasma della porta accanto | 28 settembre 1998 |                 |
| 5  | Cry of the Cat: Part 1             | L'urlo del gatto (prima parte)                  | L'urlo del gatto                | 31 ottobre 1998   |                 |
| 6  | Cry of the Cat: Part 2             | L'urlo del gatto (seconda parte)                | L'urlo del gatto                | 31 ottobre 1998   |                 |
| 7  | Deep Trouble: Part 1               | Terrore dagli abissi (prima parte)              | Terrore dagli abissi n.2        | 16 novembre 1998  |                 |
| 8  | Deep Trouble: Part 2               | Terrore dagli abissi (seconda parte)            | Terrore dagli abissi n.2        | 16 novembre 1998  |                 |